# BBC 라디오
BBC 라디오(BBC Radio)는 BBC의 라디오 방송이다.

## 전국 채널

1997년부터 2020년까지 사용한 로고.

2020년부터 2021년까지 사용한 로고.

### 아날로그-디지털
- BBC 라디오 1 : 청년층 대중 가요 및 토크 프로그램. (대한민국의 KBS 쿨FM와 비슷)
- BBC 라디오 2 : 중장년층 대중 가요 및 토크 프로그램. (대한민국의 KBS 해피FM과 비슷)
- BBC 라디오 3 : 클래식 음악 및 일부 교양 프로그램. (대한민국의 KBS 클래식FM과 비슷)
- BBC 라디오 4 : 뉴스, 시사, 교양 프로그램. 01:00~05:20(영국 시각)에는 BBC 월드 서비스 재송출. (01:00에 전환시 영국 국가가 나옴.) 영국의 비상 시 국가상황 확인용으로 쓰일 정도인 국가 기간방송임. (대한민국의 KBS 제1라디오와 비슷)
- BBC 라디오 5 라이브 : 스포츠 및 뉴스 프로그램.

### 디지털
- BBC 라디오 1Xtra
- BBC 라디오 4 Extra
- BBC 라디오 5 라이브 스포츠 엑스트라
- BBC 라디오 6 뮤직
- BBC 아시안 네트워크 - 남아시아인을 대상으로 한 방송

## 국제 채널
- BBC 월드 서비스 : 영국의 대표적인 국제 라디오 방송.

## 지역 채널

### 잉글랜드 지역
| - BBC 에식스 - BBC 라디오 케임브리지셔 - BBC 라디오 노퍽 - BBC 라디오 노샘프턴 - BBC 라디오 서퍽 - BBC Three Counties Radio - BBC 라디오 더비 - BBC 라디오 레스터 - BBC 라디오 노팅엄 - BBC 런던 94.9 - BBC 뉴캐슬 - BBC 라디오 컴브리아 - BBC Tees - BBC 라디오 랭커셔 - BBC 라디오 맨체스터 - BBC 라디오 머지사이드 - BBC 라디오 버크셔 - BBC 라디오 옥스퍼드 - BBC Radio Solent | - BBC 라디오 켄트 - BBC 서리 - BBC 서식스 - BBC 건지 - BBC 라디오 콘월 - BBC 라디오 데번 - BBC 라디오 저지 - BBC 라디오 브리스틀 - BBC 라디오 글로스터셔 - BBC 서머싯 - BBC 윌트셔 - BBC WM - BBC 코번트리 & 워릭셔 - BBC 헤리퍼드 앤드 우스터 - BBC 라디오 슈롭셔 - BBC Radio Stoke - BBC 라디오 리즈 - BBC 라디오 셰필드 - BBC 라디오 요크 - BBC Radio Humberside - BBC 링컨셔 |

### 웨일스 / 스코틀랜드 / 북아일랜드 지역

#### BBC 스코틀랜드
- BBC 라디오 스코틀랜드: 스코틀랜드 지역 방송
- BBC Radio nan Gàidheal: 스코틀랜드 게일어 방송
- BBC 라디오 셰틀랜드: 셰틀랜드 제도 지역 방송
- BBC 라디오 오크니: 오크니 제도 지역 방송

#### BBC 웨일스
- BBC 라디오 웨일스: 웨일스 지역 방송
- BBC Radio Cymru: 웨일스어 방송

#### BBC 북아일랜드
- BBC 라디오 얼스터: 북아일랜드 지역 방송
- BBC Radio Foyle: 북서부 북아일랜드 지역 방송

## 같이 보기
- BBC 텔레비전
- BBC의 연표
- 내셔널 퍼블릭 라디오
- CBC 라디오